# Lunapark (album)
Lunapark je v pořadí čtvrté album české hudební skupiny Vypsaná fiXa vydané v roce 1998.

## Seznam skladeb
1. Harpyje
2. Potápěči
3. Čáp
4. Argentina
5. Lunapark
6. Modrá Kočka Ačho
7. Zabij Mě
8. Letní Tlení
9. 1982
10. Pope Ebm Remix (Bonus)